# Charlie Weimers
Charlie Weimers, né le 12 novembre 1982 à Hammarö, est un homme politique suédois. Membre des Démocrates de Suède, il siège au Parlement européen depuis 2019. 

## Biographie
M. Weimers est président des Jeunes démocrates chrétiens suédois (Kristdemokratiska Ungdomsförbundet - KDU) de 2008 à 2011. Il est élu vice-président des Jeunes du Parti populaire européen lors du 6e congrès du YEPP à Stockholm en mai 2007.
Weimers est né à Karlstad et vit actuellement à Hammarö. Il rejoint les chrétiens-démocrates et les jeunes chrétiens-démocrates en 1998. Il est président du district de KDU-Värmland de 2000 à 2001, puis de 2003 à 2004. Il est élu au bureau national de la KDU en 2003. Il perd une élection serrée à la présidence de la KDU en 2005 face à Ella Bohlin, une candidate plus centriste. Weimers est ensuite élu premier vice-président de la KDU lors de la convention nationale de 2005. Il poursuit des études supérieures dans le programme de sciences politiques de l'université de Karlstad.
Weimers est élu au conseil municipal de Hammarö en 2002. Il est réélu en 2006 et occupe actuellement le poste de chef de parti des démocrates-chrétiens au sein du conseil. Il est également membre du conseil régional de Värmland depuis 2006.
Il est élu président du KDU en 2008.
Après les élections générales de 2010, Hammarö change de coalition, passant d'une coalition socialiste à une bleu-vert, composé de cinq partis (Modérés, Parti libéral du peuple, Parti du centre, Parti vert et Démocrates-chrétiens), faisant ainsi de M. Weimers le maire adjoint de Hammarö. Pour cette raison, Weimers déclare en janvier 2011 qu'il démissionnerait en juin 2011, ce qu'il fait.
Le 6 septembre 2018, Weimers rejoint les Démocrates de Suède. Il indique avoir quitté KD pour SD parce que "La Suède a besoin d'une politique migratoire responsable [...] et SD est le seul parti qui défend cela". Dans le même temps, il a été expulsé des Démocrates-chrétiens.
Lors des élections de mai 2019 au Parlement européen, Weimers est élu avec ~30 000 votes personnels. Pendant la campagne, il souligne la proposition d'augmentation de 40 % de la contribution suédoise au budget de l'UE et appelle le cabinet Löfven II à opposer son veto à l'augmentation proposée.

Weimers au Parlement européen à Bruxelles avec le leader roumain de l'AUR George Simion, 20 mars 2025

Au Parlement européen, il soutient des motions demandant à l'UE de classer les Loups gris et ANTIFA comme organisations terroristes et d'améliorer l'information des citoyens sur les feuilles de route de la Commission.
M. Weimers critique les décisions prises par le gouvernement suédois d'accorder une aide financière à Islamic Relief et à l'organisation musulmane suédoise Ibn Rushd qui, selon M. Weimers, a "invité à plusieurs reprises des orateurs antidémocratiques, misogynes, antisémites, homophobes et favorables à la violence".
Il participe en 2025 pendant la guerre de Gaza, avec d'autres figures de l’extrême droite européenne pro-israélienne, à une « conférence internationale sur l'antisémitisme » en Israël à l'invitation du gouvernement Netanyahou.